# Doug Peden
James Douglas « Doug » Peden, né le 18 avril 1916 à Victoria (Canada) et mort dans cette ville le 11 avril 2005, est un coureur cycliste et un joueur de basket-ball canadien .
Doug Peden excellait dans onze sports : cyclisme, basket-ball, baseball, rugby, tennis, cricket, badminton, football, athlétisme,  boxe et softball. Son frère William a également été coureur professionnel et a remporté avec lui six courses de six jours. 
Il a été intronisé au Panthéon des sports de la Colombie-Britannique (en) en 1967, au Panthéon des sports canadiens en 1979, et au Panthéon des sports de Victoria en 1991.

## Biographie
Son premier succès vient en 1929 en tennis, champion en double de la Colombie Britannique des moins de 15 ans. À 18 ans, il remporte les Vancouver Island honours en simple, double et double mixte. 
En rugby, il joue face aux All Blacks lors d'un match exhibition au Canada en 1936 et devient le premier Canadien à marquer contre eux.

## Coureur cycliste
Il remporte le titre provincial sur un mile en 1934. Après les Jeux d'été de 1936, Peden devient professionnel en cyclisme, se joint à son frère aîné Torchy pour les Six jours de Londres au Wembley Arena. Les Peden forme une paire redoutable dans 35 courses de six jours, avec six victoires et enregistrant neuf finitions. Doug Peden a enregistré une septième victoire avec un autre partenaire. Plus tard, devenu professionnel, il remporte le titre national de vitesse en 1939.

## Joueur de basket-ball
Il rejoint le club des Victoria Blue Ribbons à 16 ans en 1932 et connait son plus grand succès en gagnant le championnat national avec les Victoria Blue Ribbons en 1935. Il tente de défendre la couronne l'année suivante, l'équipe est rebaptisée les Victoria Dominoes. Bien qu'il échoue, ses prouesses sont telles qu'il est, avec deux autres membres de son équipe, les frères Chuck et Art Chapman, sélectionnés pour rejoindre les Windsor V-8s, victorieux et représentants le Canada, aux Jeux Olympiques de 1936 où il joue cinq matchs, ne manquant que l'ouverture victorieuse du Canada contre le Brésil, il marque 42 points, et remporte la médaille d'argent après que son pays a perdu la finale 19-8 contre les États-Unis. Il reste membre des Dominoes pendant de nombreuses années, remportant un deuxième championnat national avec eux en 1946. Il gagne cinq titres canadiens avec eux.
Peden a fait  un bref passage dans le basket-ball professionnel avec les Bisons de Buffalo en 1940-1941 et les  Hornets de Vancouver, en 1946 jusqu'à son effondrement en 1948.

## Joueur de baseball
Il pratique le baseball en 1940 et devient rapidement professionnel dans ce sport aussi. Il est sélectionné par les Pirates de Pittsburgh en 1941 et joue avec différentes équipes pro de Ligue mineure de baseball à Hutchinson (Kansas) en 1941, Albany (New York) en 1946, York (Pennsylvanie) en 1947. Il dirige les Rehoboth Beach Pirates pendant deux saisons en 1947 et 1948.
Sa carrière sportive prend fin dans les années 1950. Après sa retraite de la compétition, il installe dans la carrière de journaliste sportif pour lee Victoria Times qui durera 26 ans. 
Il a également servi pendant trois ans, de 1942 à 1945, en tant que lieutenant de l'Armée canadienne pendant la Seconde Guerre mondiale.

## Palmarès

### Basket-ball
- Finaliste des Jeux olympiques d'été de 1936

### Cyclisme
- 1933
  - Classement général Trans Canada
- 1934
  - Tour de Nutley
- 1937
  - Six jours de Buffalo (avec William Peden)
  - Six jours de Toronto (avec William Peden)
- 1938
  - Six jours de San Francisco (avec William Peden)
  - Six jours de Montréal (avec William Peden)
- 1939
  -  Champion du Canada de vitesse
  - Six jours de Chicago (avec William Peden)
  - Six jours de New York (avec William Peden)
- 1942
  - Six jours de Chicago (avec Cecil Yates)